# サングサル語

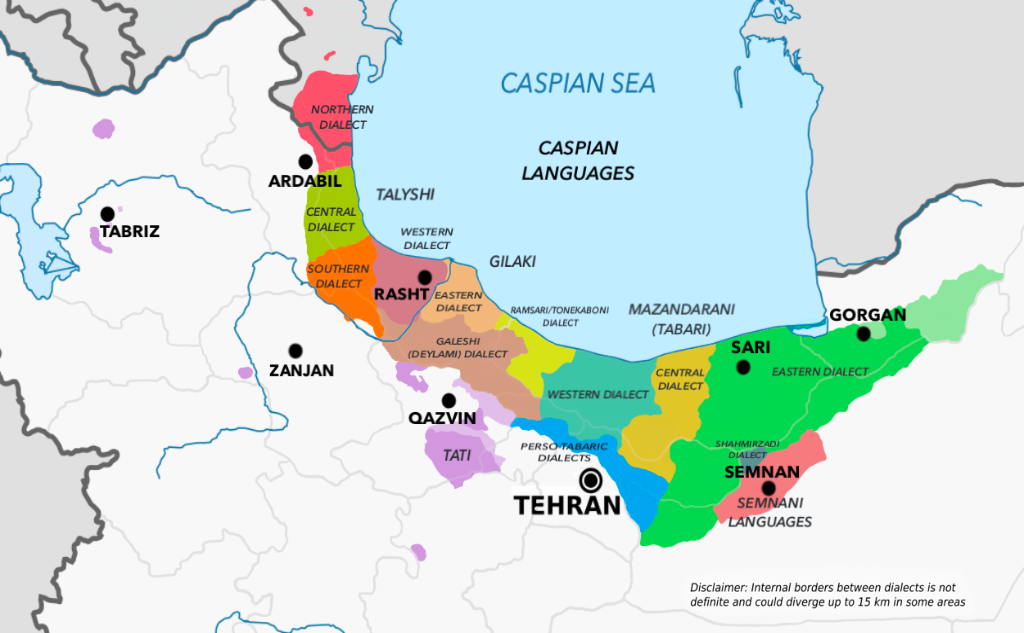
カスピ諸語とセムナーン諸語の分布

サングサル語（サングサルご、ペルシャ語:زبان سنگسری）は、インド・ヨーロッパ語族インド・イラン語派のイラン語群西イラン語群北西イラン語群カスピ諸語セムナーン諸語に属す言語である。イランのセムナーン州メフディーシャフル周辺で話されている。メフディーシャフルの古称がサングサルである。